# Liberation Tower
La Liberation Tower (« Tour de la Libération ») est la deuxième plus grande structure du Koweït. La construction de la tour a commencé avant l'invasion irakienne, le 2 août 1990. Elle devait s'appeler Kuwait Telecommunications Tower.
Quand l'invasion eut lieu, la construction, qui était à mi-chemin, a été mise en attente. La structure n'ayant subi aucun dégât durant l'occupation irakienne, la construction a repris après l'expulsion des forces de Saddam Hussein le 27 février 1991. La construction s'acheva en 1993 et la tour fut rebaptisée Liberation Tower pour célébrer la libération du pays.
La tour comporte un restaurant tournant, une plate-forme d'observation et héberge également des stations de radio et d'autres bureaux de télécommunications. La structure s'élève à 372 mètres de haut. La deuxième pile de support s'élève à 308 mètres de haut.